# Sigesbeckia bogotensis
Sigesbeckia bogotensis là một loài thực vật có hoa trong họ Cúc. Loài này được D.L.Schulz miêu tả khoa học đầu tiên năm 1987.